# All Cannings
All Cannings är  en by och en civil parish i Wiltshire i Storbritannien.   Den ligger i grevskapet Wiltshire i riksdelen England, i den södra delen av landet, 120 km väster om huvudstaden London. Orten har 649 invånare (2011). Byn nämndes i Domedagsboken (Domesday Book) år 1086, och kallades då Caninge.